# マンフレッド・ヴィンケルホック
マンフレッド・ヴィンケルホック（Manfred Winkelhock、1951年10月6日 - 1985年8月12日）は、ドイツ・ヴァイブリンゲン出身のレーシングドライバー。
名は「マンフレート」、姓は「ビンケルホック/ウィンケルホック」などと表記されることもある。

## 経歴

### BMWでのレース
1977年にBMWジュニアチームより2000ccのBMW・320でドイツレーシングカー選手権に参戦、同年中に初優勝を挙げるなどランキング3位と好結果を出し、BMWワークス・チームの一員として世界スポーツカー選手権への参戦を開始する。1979年にはこれらの参戦に加えてプロカーBMW M1選手権や、BMWがエンジン提携を結んでいたマクラーレン・ノースアメリカに派遣され、IMSAの6時間耐久レースへも参戦。ル・マン24時間レースにも3500cc仕様のBMW M1で初参戦し、BMWのドライバーとして多くのレースに参戦する。例外的に1980年にはエキップ・リキモリと契約しポルシェ・935でドイツレーシングカー選手権に参戦した。

### フォーミュラ2
1978年、ドイツレーシングカー選手権と世界スポーツカー選手権への参戦と並行して、BMWがM12/7エンジンを供給していたマーチ・エンジニアリングのワークス体制チームのドライバーとなり、ヨーロッパF2選手権への参戦を開始。1980年までマーチ・BMWでフル参戦するかたわら、負傷欠場のヨッヘン・マスの代役としてアロウズからF1に1戦のみスポット参戦した（予選不通過）。また同年のニュルブルクリンクF2レースではジャンピングスポット状の坂で何度も縦回転する程の激しいクラッシュを起こすが、奇跡的にほぼ無傷の状態で生還した。
この大事故の模様は、本人へのインタビュー映像と共に映画「ウィニング・ラン」で見ることができる（当時のテレビCMでも、ジル・ヴィルヌーヴの死亡事故に続いて流されていた。また映画のオリジナル・サウンドトラック盤解説にも、「空中大回転クラッシュ」と紹介されている）。映像では空中高く舞い上がる直前のマシン左フロントウイングが歪んでいるようにも見えるが、本人は「マシンに問題はなかった。原因は自分のシフトミス」と答えている。また「今までに色んな事故を経験したが、クルマのことを考えなかったのは初めて。今回は我が身の危険を感じた‥馬鹿げてるだろ？」と語り、ナレーションが「彼の冷静さが自らの命を救った。」と結んでいる。
1981年、ヨーロッパF2ではシーズン途中にBMW陣営のトップチームであるマウラー・モータースポーツへ移籍。第10戦ドニントンパークでポール・ポジションを獲得した。同年のスポーツカー選手権ではフォード・カプリ陣営のザクスピードから参戦した。

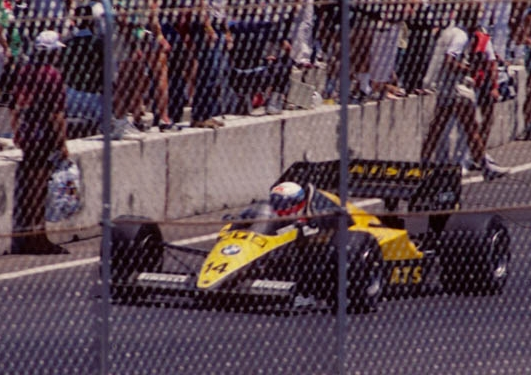
ATS時代（1984年アメリカグランプリ）

### フォーミュラ1

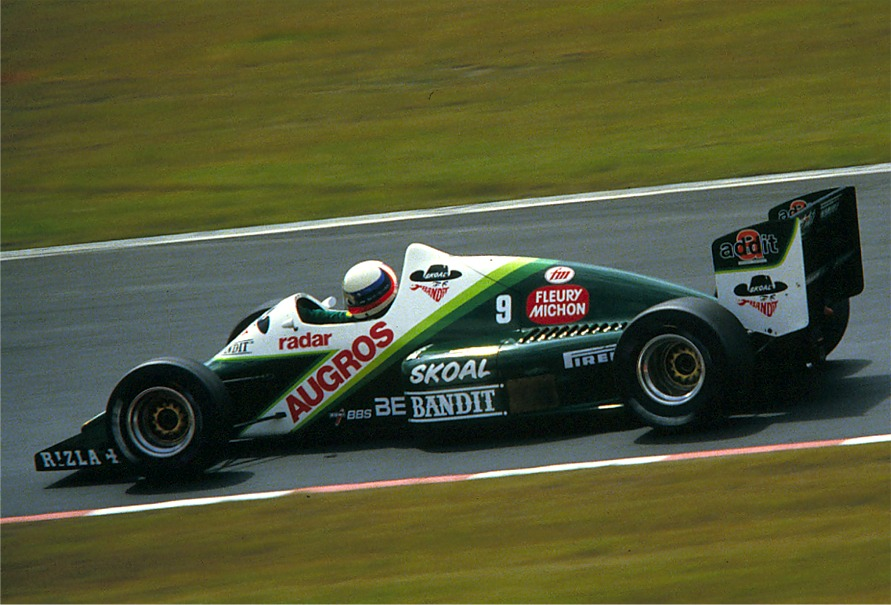
RAM時代（1985年ドイツグランプリ）

1982年、BMWのサポートを受け、翌1983年からのBMW M12/13エンジンの供給先であるATSのレギュラーシートを獲得。しかしこの年はまだ自然吸気のコスワースDFVを搭載するATS・D5での参戦であった。第2戦ブラジルGPでは、ネルソン・ピケとケケ・ロズベルグの失格による繰り上げではあったが5位入賞を果たした。マシンの信頼性はシーズンを通してなかなか上がらず、入賞はこのブラジルGPのみ、完走もそのレースを含む4戦に留まった。第4戦サンマリノGPでは入賞圏内の6位でチェッカーを受けたが、レース後車検で重量規定違反が判明したため失格となり、リザルトから除外された。
1984年までATSに在籍しF1に参戦、BMWターボエンジンのパワーを得たもののマシンの信頼性は低く、予選では時折上位に入ったがレースではリタイアという状態が続いた。同年最終戦のみ、F1と並行してCARTにも参戦していたテオ・ファビの代役としてやはりBMWエンジンの供給先であったブラバムから出走した。世界耐久選手権(WEC)ではクレマー・レーシングに移籍し、ポルシェ・956で参戦。9月に富士スピードウェイで開催されたWEC-JAPANにもマイク・サックウェルとのチームで出走し5位に入賞した。
1985年、ATSが前シーズンをもって撤退したため、当時のF1でもっとも小規模な体制（スタッフ25名前後）のチームだったスコールバンディット RAMと契約。ダブルエントリーとなるスポーツカー世界選手権(WEC)ではクレマー・レーシングとの契約を更新し、マルク・スレールとのコンビで参戦。F1ではRAM・03の低い信頼性に手を焼いていたが、WECでは開幕戦のムジェロ1000kmで2位、続く第2戦モンツァ1000kmで優勝を飾るなど、好調を見せていた。

### 事故死
1985年WEC第6戦としてカナダ・モスポートで行われた1000kmレースの決勝にて、83周目走行中に2コーナーでコースアウトし、コンクリートウォールにTボーンクラッシュ（現場写真）。
マシンは前部が完全に潰れており、ヴィンケルホックはマシンから救出され病院へ搬送された。しかしクラッシュの際に負った頭部と両足の損傷が激しく、翌日死亡した。33歳没。

## 人物

### 家族
弟のヨアヒムと、息子のマルクスもレーシングドライバーで、2人共にF1参戦経験も持っている。
1989年にAGSのシートを得て参戦した弟・ヨアヒムは決勝に出走することはできなかったが、息子であるマルクスはデビュー戦となった2007年ヨーロッパGP(ニュルブルクリンク)で最後尾スタートながらピット戦略と雨の影響で一時的ながらラップリーダーとなる走りを見せた。

### 評価
RAMに同時期在籍したエンジニア・デザイナーのセルジオ・リンランドは、「マンフレッドはとても速いドライバーだった。エンジニアとして、彼との関係性は抜群だった。ユーモアがあっていいヤツだし、RAMは財政面がきびしい下り坂のチームだったけど、共に戦えたのは素晴らしい経験だった。」と回想し、高く評している。

## レース戦績

### ヨーロッパ・フォーミュラ2選手権
| 年     | チーム                     | シャシー       | エンジン  | タイヤ | 1       | 2       | 3       | 4       | 5     | 6     | 7     | 8      | 9      | 10    | 11    | 12    | 順位 | ポイント |
| ------ | -------------------------- | -------------- | --------- | ------ | ------- | ------- | ------- | ------- | ----- | ----- | ----- | ------ | ------ | ----- | ----- | ----- | ---- | -------- |
| 1980年 | マーチ・エンジニアリング   | マーチ・802    | BMW M12/7 | G      | THR Ret | HOC Ret | NÜR Ret | VLL 10  | PAU 8 | SIL 9 | ZOL 7 | MUG 10 | ZAN 10 | PER 3 | MIS 9 | HOC 7 | 13位 | 4        |
| 1981年 | DVF Schafer Racing         | ラルト・RT2    | BMW M12/7 | P      | SIL     | HOC 2   | THR Ret | NÜR DSQ | VLL   |       |       |        |        |       |       |       | 9位  | 12       |
| 1981年 | マウラー・モータースポーツ | マウラー・MM81 | BMW M12/7 | M&H    |         |         |         |         |       | MUG   | PAU   | PER    | SPA 5  | DON 3 | MIS   | MAN   | 9位  | 12       |

### F1
| 年     | 所属チーム                        | シャシー | エンジン       | 1      | 2       | 3       | 4       | 5       | 6       | 7       | 8       | 9       | 10      | 11      | 12      | 13      | 14      | 15      | 16     | WDC       | ポイント |
| ------ | --------------------------------- | -------- | -------------- | ------ | ------- | ------- | ------- | ------- | ------- | ------- | ------- | ------- | ------- | ------- | ------- | ------- | ------- | ------- | ------ | --------- | -------- |
| 1980年 | アロウズ                          | A3       | コスワース DFV | ARG    | BRA     | RSA     | USW     | BEL     | MON     | FRA     | GBR     | GER     | AUT     | NED     | ITA DNQ | CAN     | USA     |         |        | NC (38位) | 0        |
| 1982年 | ATS                               | D5       | コスワース DFV | RSA 10 | BRA 5   | USW Ret | SMR DSQ | BEL Ret | MON Ret | DET Ret | CAN DNQ | NED 12  | GBR DNQ | FRA 11  | GER Ret | AUT Ret | SUI Ret | ITA DNQ | CPL NC | 24位      | 2        |
| 1983年 | ATS                               | D6       | BMW M12/13     | BRA 16 | USW Ret | FRA Ret | SMR 11  | MON Ret | BEL Ret | DET Ret | CAN 9   | GBR Ret | GER DNQ | AUT Ret | NED DSQ | ITA Ret | EUR 8   | RSA Ret |        | NC (26位) | 0        |
| 1984年 | ATS                               | D7       | BMW M12/13     | BRA EX | RSA Ret | BEL Ret | SMR Ret | FRA Ret | MON Ret | CAN 8   | DET Ret | DAL 8   | GBR Ret | GER Ret | AUT DNS | NED Ret | ITA DNS | EUR     |        | NC (26位) | 0        |
| 1984年 | MRD インターナショナル (ブラバム) | BT53     | BMW M12/13     |        |         |         |         |         |         |         |         |         |         |         |         |         |         |         | POR 10 | NC (26位) | 0        |
| 1985年 | スコール・バンディット (RAM)      | 03       | ハート         | BRA 13 | POR NC  | SMR Ret | MON DNQ | CAN Ret | DET Ret | FRA 12  | GBR Ret | GER Ret | AUT     | NED     | ITA     | BEL     | EUR     | RSA     | AUS    | NC (30位) | 0        |

(key)

### ル・マン24時間レース
| 年     | チーム                             | コ・ドライバー                            | 車両           | クラス | 周回 | 総合順位 | クラス順位 |
| ------ | ---------------------------------- | ----------------------------------------- | -------------- | ------ | ---- | -------- | ---------- |
| 1979年 | エルヴェ・プーラン                 | マーセル・ミニョー エルヴェ・プーラン     | BMW・M1        | S +2.0 | 292  | 6位      | 1位        |
| 1980年 | マーチ レーシング Ltd.             | パトリック・ネーブ マイケル・キートン     | BMW・M1        | IMSA   | 38   | DNF      | DNF        |
| 1982年 | フォード・ワークス AG ザクスピード | クラウス・ルートヴィッヒ マルク・スレール | フォード・C100 | C      | 67   | DNF      | DNF        |